# Abel Foullon
Abel Foullon (né à Loué vers 1514, mort à Orléans en 1563), valet de chambre du roi Henri II, fut mathématicien, traducteur et poète. Il épousa en 1545 Catherine, la sœur du portraitiste François Clouet.

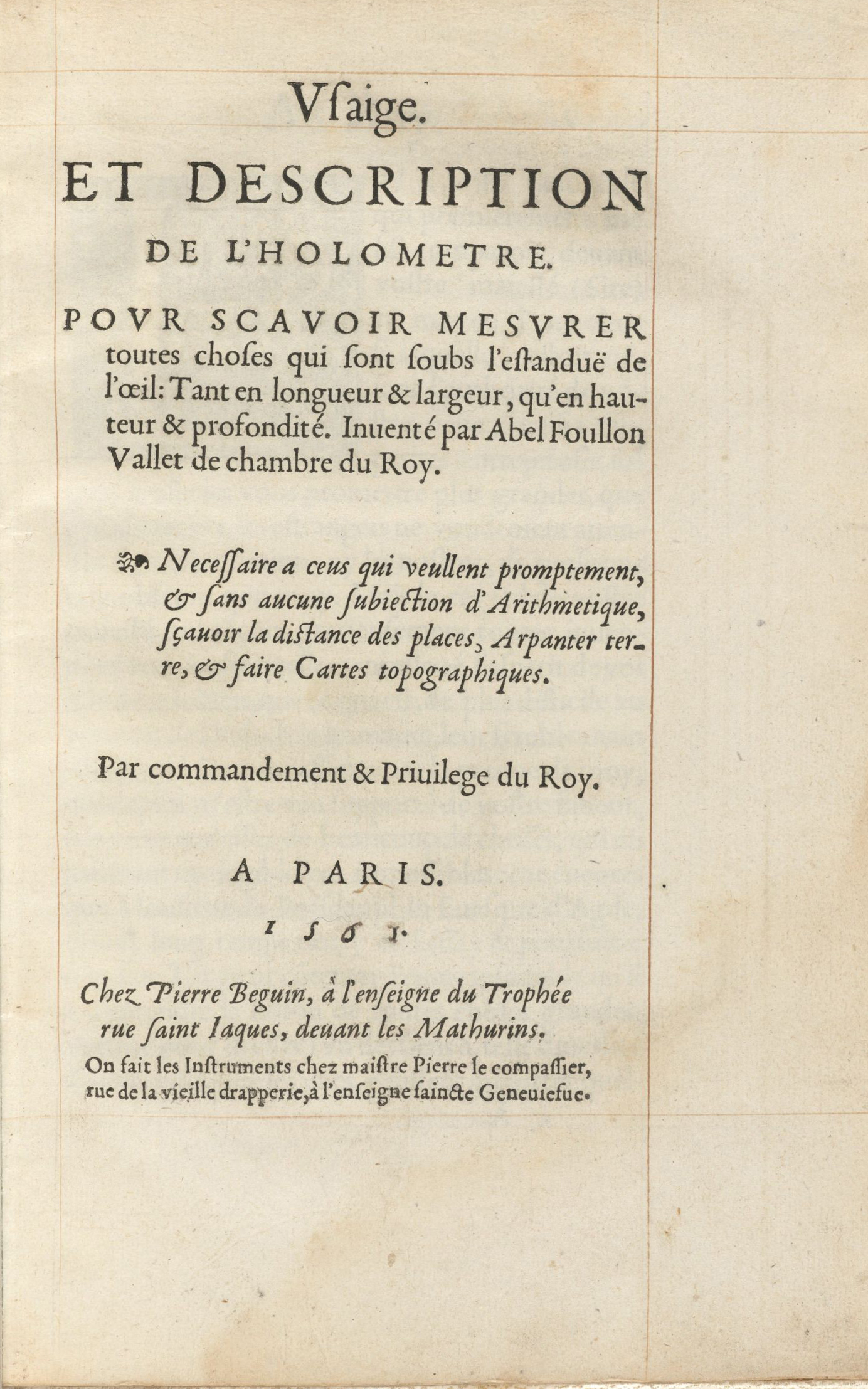
Usaige & Description de l'holometre, 1567

Il est le détenteur du premier privilège d’invention connu en France (1551), accordé pour l'invention de l'holomètre : cet instrument est formé de trois billes mobiles dont l'écartement permet d'atteindre les longueurs des côtés et les angles d'un triangle. Foullon obtint du roi Henri II un droit d'exclusivité de 10 ans sur son invention et sa description :
« Comme ces jours passés, après avoir vu certains artifices et ouvrages inventés par notre cher et bien amé valet de chambre Abel Foullon, pour réduire en cuivre, argent, ou autre métal solide les caractères, lettres et planches que les fondeurs, tailleurs et autres artisans ont accoutumé faire en plomb, étain et bois, avec un instrument de géométrie dit holomètre… (Nous lui concédons le privilège) de les faire ou faire faire seul, par tels artisans, ouvriers et imprimeurs que bon lui semblera... »
Abel Foullon est l'auteur de deux traités restés manuscrits : Traité de machines, engins, mouvements, fontes métalliques et autres inventions, et Description du mouvement perpétuel. Il traduisit en français les Poésies de Perse (Les Satires de Perse traduites... en vers François, 1544).